# Schreckenspitze
Die Schreckenspitze, auch Schreckspitze, ist ein 2022 m ü. A. hoher Gipfel im Vorkarwendel in Tirol.

## Lage und Umgebung
Die Schreckenspitze ist die höchste, dabei aber wenig dominante Erhebung in einem langen, in nordsüdlicher Richtung verlaufenden, latschenbewachsenen Kamm, der sich vom Juifen (5 km nördlich gelegen) bis zur Hohen Gans (1950 m ü. A., 3 km südlich) erstreckt. Unmittelbarer Nachbargipfel im Norden ist die Sonntagsspitze (1926 m ü. A.), auch Zunderspitze oder Zunterspitze genannt (47° 31′ N, 11° 39′ O).
Bei gutem Wetter ist die Schreckenspitze Teil des Münchner Alpenpanoramas, bei exzeptionell gutem Wetter ist sie sogar vom Frankenjura aus zu sehen.

## Wege zum Gipfel
Der einfachste Zugang führt von Achenkirch (916 m ü. A.) oder vom nordwestlich der Schreckenspitze gelegenen Bächental über das Forsthaus Aquila (919 m ü. A.) und die Tiefenbachalm zum Gröbner Hals (1654 m ü. A.). Von dort führt ein markierter Weg auf die Sonntagsspitze, der weitere Anstieg zur Schreckenspitze führt weglos weiter über den Kamm.
Ein weiterer Anstieg von Achenkirch verläuft über die Moosenalm weglos durch die Ostflanke. Alternativ kann die Schreckenspitze von Süden vom Schleimssattel (1556 m ü. A.) über den Grat des Fanesjochs (auch Fonsjoch) weglos, lang und mühsam bestiegen werden.